# 基督心宗教団
基督心宗教団（きりすとしんしゅうきょうだん）は、川合秀雄が代表を務める日本の宗教法人である。
川合信水 (1867年-1962年) によって提唱された日本に独特のキリスト教信仰のあり方、どこの派に属しない独立教会とのこと。

## 歴史
1918年(大正7年)に川合は学生修道院を始める。1909年(明治42年)に京都府綾部の郡是製糸株式会(現・グンゼ)の波多野鶴吉から招聘を受け、押川方義と相談した後、郡是に赴任し、教育部を創立する。1915年に社訓の「完全訓」を制定し、郡是の教育総理として尽力する。押川方義より40年間不伝の道を伝授された。
1927年(昭和2年)1月、川合は『耶蘇基督讃』を著述して、川合により基督心宗が創設された。西洋から伝えられた従来のキリスト教に満足せずに、完全の信仰に立ち、資金的に完全に独立して伝道を始める。
1932年(昭和7年)に基督心宗東京教会を設立し、1939年(昭和14年)には六大誓願を発表する。
1941年(昭和16年)に日本独立基督教会同盟会に参加し、日本基督教団第10部に属したが、1948年(昭和23年)に日本基督教団を離脱し基督心宗教団になる。同年、不二山荘(現・富士吉田市)に基督心宗総本山を設立する。
機関紙『基督の心』を隔月で発行している。

## 特徴
- 東洋的な瞑想悟道と、その活用を重んじる独特なキリスト教理解を基盤とする。キリストの心を修め、キリストの心を以て神に仕え、人を愛し、業をつとめること念願とし、本領とするものである。
- キリスト教と儒教を混合した独特の思想を展開している。
- プロテスタントキリスト教の流れに分類されることが多い。1960年代の調べによると、世界規模での信徒は約3,000人。

## 批判
東京基督教大学 国際宣教センター・日本宣教リサーチの『JMR調査レポート（2017年4月）』では「教義上あるいは信仰の実践上、キリスト教もしくはプロテスタントの一派と見なすことが困難とされるグループや教会の１つ」として、イエス之御霊教団、萬国福音教団、聖書研究会、真イエス教会、復元イエス・キリスト教団、セブンスデー・アドベンチスト教会、アメン教団、日本キリスト召団、地元に在って合一である立場に立つ教会、原始福音（キリストの幕屋）、同仁キリスト教団と共に基督心宗教団を挙げている。